# Simulium barnesi
Simulium barnesi es una especie de insecto del género Simulium, familia Simuliidae, orden Diptera.
Fue descrita científicamente por Takaoka & Suzuki, 1984.